# دومنیکو چیمارزا
دومنیکو چیمارُزا (انگلیسی: Domenico Cimarosa؛ زاده ۱۷ دسامبر ۱۷۴۹ درگذشته ۱۱ ژانویهٔ ۱۸۰۱) آهنگساز ایتالیایی مکتب نیپولیتن بود. او هشت اپرا نوشت که اکثر آنها کمدی هستند. معروف‌ترین اپرای او Il matrimonio segreto نام دارد.